# Grand Declaration of War
Grand Declaration of War drugi je studijski album norveškog black metal-sastava Mayhem. Album je 6. lipnja 2000. objavila diskografska kuća Season of Mist.
Naziv albuma i određeni tekstovi pjesama preuzeti su iz raznih književnih djela njemačkog filozofa Friedricha Nietzschea, poglavito iz njegovih knjiga Sumrak idola i Antikrist. Nietzsche je Sumrak idola nazvao "velikom objavom rata" („eine grosse Kriegserklärung“).

## Glazbeni stil i koncept
U svojoj je knjizi Mean Deviation: Four Decades of Progressive Heavy Metal Jeff Wagner napisao da Grand Declaration of War sadrži "mnoštvo vokalnih nijansi koje se slažu s višeslojnom glazbom". Wagner naknadno opisuje i razne pjesme na albumu; izjavljuje kako je "A Time to Die" "black [metal] sumiran u jednoj minuti i četrdeset i osam sekundi", za "A Bloodsword and a Colder Sun" komentira kako sadrži "mekani elektronički groove koji je toliko blizu trip hopa da odmah postaje najkontroverznija pjesma na albumu" te "Completion in Science of Agony" opisuje kao "mesmerizirajući izvaljeni krajolik propadanja". Albumska je "čistoća zvuka" bila "potpuni zaokret od 180 stupnjeva" od ranijeg "prljavog 'nekro' glazbenog pristupa" grupe. Neki su se pripadnici black metal scene nadali kako se Mayhem neće ponovno okupiti nakon ubojstva izvornog gitarista sastava Øysteina "Euronymousa" Aarsetha pošto "to ne bi bila ispravna odluka" ili su barem bili "vrlo skeptični oko Mayhemovog daljnjeg rada bez Deada ili Euronymousa". Mnogi su dugogodišnji Mayhemovi obožavatelji prezirali Blasphemera jer "nije bio Aarseth". Jeff Wagner komentira kako je Grand Declaration of War "Mayhemov vlastiti Into the Pandemonium, [to je] album koji je izopačio i izokrenuo žanr black metala - istu je stvar Celtic Frostov [Into the] Pandemonium napravio thrash metalu".
Posljednji se rif na pjesmi "Symbols of Bloodswords" s EP-a Wolf's Lair Abyss ponovno pojavljuje kao prvi rif na naslovnoj pjesmi ovoga albuma, što povezuje ta dva glazbena izdanja u koncept; prvi dio koncepta sadržan je na EP-u, dok se drugi (koji se bavi objavom rata i samim ratom) i treći (koji govori o poslijeratnom stanju) nalaze na samome albumu. Necrobutcher je izjavio kako je ta "objava rata" upućena Crkvi i svim religijama te je komentirao da album služi kao "poziv za buđenje svim ljudima koji bi umrli kada bi se zatvorili supermarketi".

## Popis pjesama
Tekstovi: Maniac, glazba: Blasphemer, osim pjesama 6 i 7 koje je skladao sa Andersom Oddenom.
| 1.    | »A Grand Declaration of War«                     | 4:14 |
| 2.    | »In the Lies Where upon You Lay«                 | 5:59 |
| 3.    | »A Time to Die«                                  | 1:48 |
| 4.    | »View from Nihil (Part I of II)«                 | 3:04 |
| 5.    | »View from Nihil (Part II of II)«                | 1:16 |
| 6.    | »A Bloodsword and a Colder Sun (Part I of II)«   | 0:33 |
| 7.    | »A Bloodsword and a Colder Sun (Part II of II)«  | 4:27 |
| 8.    | »Crystallized Pain in Deconstruction«            | 4:09 |
| 9.    | »Completion in Science of Agony (Part I of II)«  | 9:44 |
| 10.   | »To Daimonion (Part I of III)«                   | 3:25 |
| 11.   | »To Daimonion (Part II of III)«                  | 4:52 |
| 12.   | »To Daimonion (Part III of III)«                 | 0:07 |
| 13.   | »Completion in Science of Agony (Part II of II)« | 2:14 |
| 45:58 |                                                  |      |

Na originalnom se CD-u netom prije prve pjesme pojavljuje bezimena skladba koja traje dvije minute i jedanaest sekundi.

## Recenzije
Alex Henderson, glazbeni kritičar sa stranice Allmusic, izjavio je kako je sastav "nadmašio samog sebe epskim Grand Declaration of Warom, koji bi vrlo vjerojatno mogao biti opisan kao black metal ekvivalent albumu Operation: Mindcrime sastava Queensryche" te je komentirao da se "Grand Declaration of War neće svidjeti nikome tko nema dovoljno strpljenja, no oni koji mogu sjesti i stvarno posvetiti svoju punu pozornost ovome CD-u će biti uvelike nagrađeni.

## Zasluge
| Mayhem - Necrobutcher – bas-gitara - Maniac – vokali - Blasphemer – gitara - Hellhammer – bubnjevi Dodatni glazbenici - Tore Ylwizaker – buka (na pjesmi 9) - Øyvind Hægeland – dodatni vokali (na pjesmi 9) | Ostalo osoblje - Anders Odden – koautor glazbe (na pjesmama 6 i 7) - Sebastian Ludvigsen – fotografija - Mark Francombe Red – naslovnica - Børge Finstad – produkcija, inženjer zvuka - Morten Lund – mastering |